# Hans Maikowski (SA-Mitglied)

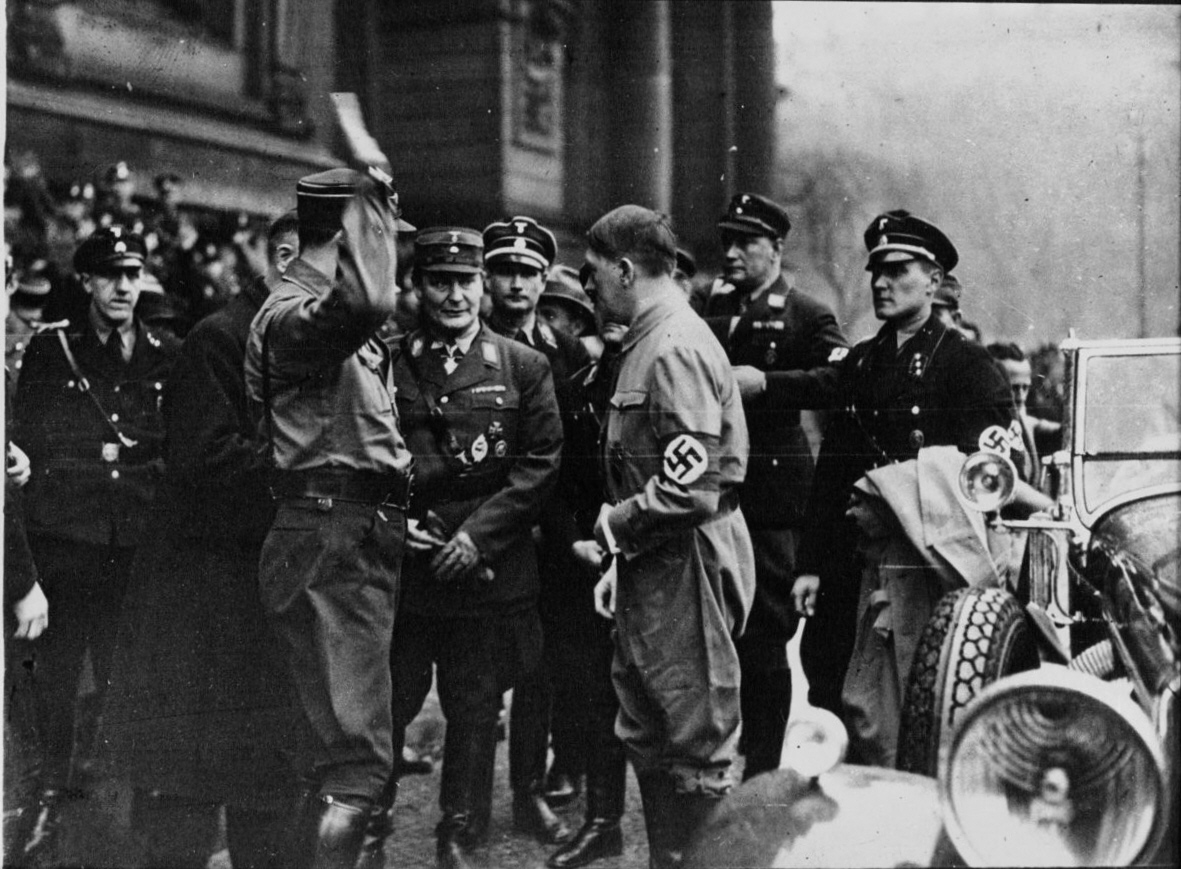
Staatsbegräbnis für Hans Maikowski am 5. Februar 1933 in Berlin

Hans Eberhard Maikowski (* 23. Februar 1908 in Charlottenburg; † 31. Januar 1933 Berlin) war ein deutscher SA-Mann. 

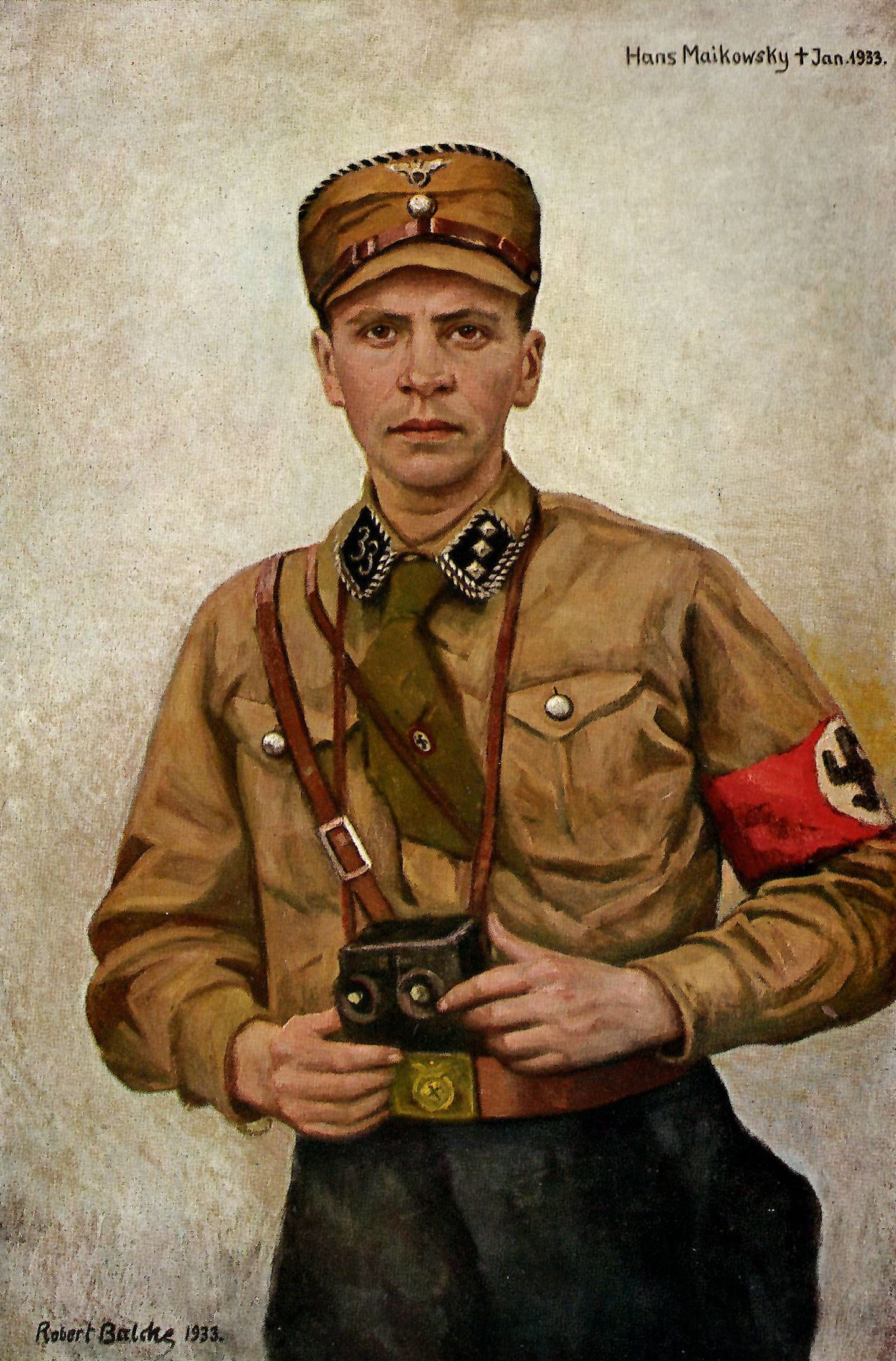
Hans Maikowski, Gemälde von Robert Balcke, 1933

Maikowski kam in der Nacht nach der Ernennung Adolf Hitlers zum Reichskanzler bei einem Zwischenfall in Berlin-Charlottenburg zu Tode und wurde anschließend durch die NS-Propaganda systematisch zum „Blutopfer und Märtyrer“ des neuen Systems stilisiert. 

## Leben

### Frühes Leben und Werdegang in der SA bis 1933
Der Kaufmannssohn Hans Maikowski wurde in der elterlichen Wohnung in der Guerickestraße in Charlottenburg geboren. Er zog 1923 nach Stuttgart, wo er erste Kontakte zur NSDAP hatte. Er besuchte dort die Waldorfschule, die ihn „u. a. wegen seiner antisemitischen Haltung“ relegierte. Ab 1924 zurück in Berlin, schloss er sich dem als Sportverein getarnten Wehrverband Olympia und dem Frontbann Nord an. Von 1924 bis 1925 war er Soldat der Reichswehr. Von 1926 bis 1928 absolvierte er eine Lehre als Gärtner. Maikowski war 1926 erster Fahnenträger der Berliner SA und gründete 1929 die „Arbeiterjugend Charlottenburg“.
Vom 20. Februar 1931 bis zu seinem Tod war er Führer des SA-Sturms 33 in Berlin-Charlottenburg. Auf das Konto des „Mördersturm[s] 33“ gingen zahlreiche Morde an politischen Gegnern in den frühen 30er Jahren. Maikowski selbst flüchtete kurzzeitig ins Ausland, nachdem er sich über einen Anwalt schuldig bekannt hatte, den Arbeiter Walter Lange am 9. Dezember 1931 im Verlauf einer Straßenschlacht in der heutigen Otto-Suhr-Allee erschossen zu haben. Zurückgekehrt wurde er im Oktober 1932 verhaftet, aber am 23. Dezember 1932 im Zuge der Amnestie, die der Reichstag in diesem Monat erließ, vorzeitig auf freien Fuß gesetzt. Danach war er beim Völkischen Beobachter beschäftigt.

### Ermordung
Am 30. Januar 1933 nahm Maikowski am Fackelzug zur Feier der Ernennung Adolf Hitlers zum Reichskanzler teil. Auf dem Rückmarsch machte der von Maikowski angeführte Sturm 33 in provokatorischer Absicht einen Umweg durch die vorwiegend von KPD-Anhängern bewohnte Wallstraße in Charlottenburg. Dort kam es zu einem Schusswechsel, bei dem der Polizist Josef Zauritz erschossen und Maikowski so schwer verletzt wurde, dass er im Krankenhaus Westend starb.
Die Umstände der Tat blieben ungeklärt. Die nationalsozialistische Propaganda schrieb die Taten den Kommunisten zu. Diese beharrten darauf, keinen Schuss abgegeben zu haben, und benannten einen Zeugen, der einen SA-Mann bezichtigte, der Schütze gewesen zu sein. Ein großer Schauprozess gegen 56 Angeklagte, fast alle Mitglieder der KPD, endete mit Verurteilungen zu insgesamt 39 Jahren Zuchthaus und 95 Jahren Gefängnis, ohne dass einem die direkte Tatbeteiligung nachgewiesen werden konnte, und mit einem Freispruch. Aussagen von SA-Kameraden Maikowskis gegenüber dem Geheimen Staatspolizeiamt aus dem Juni 1933, die den SA-Mann Alfred Buske (* 26. Oktober 1912; † 18. Januar 1934) als Täter bezeichneten, blieben geheim und wurden 1943 vernichtet. Ein Aktenvermerk vom Februar 1943 über diesen Vorgang, der die Täterschaft Buskes ausdrücklich vermerkt, ist jedoch erhalten geblieben. Auch weitere Indizien stützen die Täterschaft Buskes: Seine Kameraden tilgten in späteren Auflagen ihres Gedenkbuchs Sturm 33, Hans Maikowski jeden Verweis auf ihn aus und ersetzten ihn auf einem Gruppenfoto des Sturms mittels Retusche durch den SA-Mann Paul Foyer, einen der Hauptangeklagten im Prozess zum Mord an Otto Grüneberg.
Die nationalsozialistische Propaganda stellte Maikowski als „Märtyrer“ heraus. Am 5. Februar 1933 inszenierte der Reichspropagandaleiter Joseph Goebbels eine Großveranstaltung in Form eines Staatsbegräbnisses für beide Opfer in Berlin. Es bestand aus einem Trauergottesdienst des DC-Pfarrers Joachim Hossenfelder im Berliner Dom und einem feierlichen Trauerzug zum Invalidenfriedhof, wo Maikowskis Beisetzung nach Trauerreden von Hermann Göring und Goebbels sowie Fritz-Otto Busch erfolgte. Die Veranstaltung, an der 600.000 Menschen teilgenommen haben sollen, übertrugen reichsweit alle Rundfunksender und sie wurde auszugsweise in den NS-Propagandafilm Deutschland erwacht (1933) einmontiert. Die SA-Standarte 1 trug später den Namen „Hans Maikowski“. In vielen deutschen Städten und Gemeinden erhielten Straßen seinen Namen. Am Ort seines Todes, Wallstraße 52, nun „Maikowskistraße“, erinnerte eine Gedenktafel an ihn, wie auch ab 1937 ein Gedenkbrunnen in der nahen Richard-Wagner-Straße. Die Anlage direkt hinter dem Deutschen Opernhaus bestand aus einem Brunnen, aus dem eine Säule mit bronzener Siegfried-Gestalt ragte. Etwas davon entfernt zur Maikowski-Straße prangte eine etwa zwei Meter hohe Steinplatte aus Muschelkalk, die mit dem Namen und einem Relief von Maikowski versehen war. Keine der zahlreichen öffentlichen Ehrungen Maikowskis überstand die Hitlerzeit.

## Neuere Forschung
Neuere Forschungen zu dem Vorgang haben herausgebracht, dass die Erschießung von Maikowski durch Buske wahrscheinlich in letzter Instanz auf einen Auftrag des Berliner Gauleiters Joseph Goebbels zurückging: In einem 2019 öffentlich gewordenen Gutachten verweisen Wolfram Pyta und Rainer Orth auf eine von ihnen eruierte Zeugenaussage des ehemaligen SA-Angehörigen Karl Deh, der Augenzeuge der Erschießung von Maikowski gewesen war, gegenüber der Berliner Polizei im Jahr 1967. In dieser berichtete Deh von einer Versammlung der höheren SA-Führer des Bezirkes Berlin-Charlottenburg am 27. Dezember 1932, an der er selbst, Deh, teilgenommen habe. Während dieser Versammlung hätten einige Teilnehmer ihre Befürchtung zum Ausdruck gebracht, dass die „Politische Organisation“ (PO) des Parteiapparates der NSDAP im Falle einer Übernahme der Macht im Staat durch die NSDAP versuchen könnte, die SA – die dann aus Sicht der PO ihre Schuldigkeit getan hätte und nicht mehr gebraucht werden würde – auszubooten, um die Früchte des Sieges nicht mit der SA teilen zu müssen, sondern diese für sich allein zu haben. Insbesondere dem Berliner Gauleiter Goebbels, der in SA-Kreisen als tückisch und intrigant galt, wurden derartige Absichten zugetraut. Aus diesem Grunde sei in der SA-Führerversammlung vom 27. Dezember der Gedanke ausgesprochen worden, „dass Goebbels vorher noch [also bevor man an die Macht gelangt sei] verschwinden müsste“, um eine derartige Entwicklung zu verhindern. Hans Maikowski, der zu den Teilnehmern der Versammlung gehörte, habe daraufhin, so Deh, selbstbewusst erklärt, dass „wenn es erforderlich sein würde“, er (Maikowski) es persönlich übernehmen würde, Goebbels zu erschießen. Deh erklärte, dass nach seiner Überzeugung die private Drohung Maikowskis vom 27. Dezember 1932 in den folgenden Tagen von einem anderen Versammlungsteilnehmer – Deh verdächtigte den Standartenführer Berthold Hell – Goebbels hintertragen worden sei und dass Goebbels daraufhin die Liquidierung Maikowskis durch Buske veranlasst hätte, um einen Mann, der ihm potentiell einmal gefährlich werden könnte, aus der Welt zu schaffen. 
In dem ihm eigenen Zynismus habe Goebbels die Beseitigung seines persönlichen Feindes Maikowski anschließend für seine Propaganda instrumentalisiert, indem er Maikowski nach seiner Ermordung durch Presse und Rundfunk zu einem „Märtyrer“ für das Dritte Reich verklären habe lassen, um so einen weiteren Mythos zu schaffen, der geeignet war, zur ideologischen Festigung des neuen Regimes beizutragen. Als Beleg für seine Vermutung, dass Buske den Mord an Maikowski in höherem Auftrag ausgeführt habe, verwies Deh gegenüber den Ermittlern von 1967 darauf, dass Buske nach dem Tod von Maikowski bis zu seinem eigenen Tod im Jahr 1934 immer Geld gehabt habe, obwohl er nie gearbeitet habe und dass Deh zudem während des Jahres 1933 in kürzester Zeit vom SA-Truppführer bis zum SA-Sturmhauptführer (das heißt um drei Ränge) befördert worden sei. Den Polizisten Zauritz habe Buske, so Dehs Auffassung, damals wohl „notgedrungen“ spontan mit-erschossen, um einerseits den Anschlag auf Maikowski, mit dem er beauftragt war, ungehindert durchführen zu können und um sich durch Zauritzs Erschießung zugleich eines unliebsamen amtlichen Zeugens zu entledigen.